# CMCマグネティクス
CMCマグネティクス（英語: CMC Magnetics、中国語: 中環股份有限公司）は、台湾の光ディスクメーカーである。傘下にVerbatimのブランドを保有している。

## 概要
- CDやDVD、BDなどのストレージメディア製品を製造している世界最大の光ディスクメーカーであり、「Mr.DATA」などの自社ブランドで販売する他に世界中のメーカーの光ディスクのOEM生産を行っている。
- 台湾国内においては映画やビデオのレンタルショップなどのエンターテイメント関連ビジネスにも投資している。

## ブランド
- Mr.DATA
- TEON
- HP
- PHILIPS
- Verbatim

## 沿革
- 1978年 中環股份有限公司設立。新荘市の工場にて磁気テープの生産を開始。
- 1991年 桃園工場にてビデオカセットの組立を開始。この頃よりCD-Rの研究開発を開始している。
- 1992年 新店工場にてフロッピーディスクの組立を開始。
- 1996年12月 記録型CD（CD-R）の量産化に成功し生産を開始。
- 1998年 三菱化学メディアと提携し、CD-Rの製造を受託。
- 1999年 DVD-R Ver1.0準拠の3.95GBタイプの生産に成功。
- 2000年11月 富士通と合弁で富晶通科技股份有限公司（Transtouch Technology Inc.）を設立し、タッチパネルの開発・生産を開始。
- 2001年 DVD-RAMおよびDVD-R Ver2.0準拠の4.7GBタイプの生産に成功。日本で先行して発売されていた自社ブランド「Mr.DATA」を台湾でも発売。
- 2002年 DVD+RWおよびDVD-RWの生産を開始。
- 2003年 DVD+Rの生産を開始。
- 2004年 DVD+R DL 2.4倍速（8.5GB）の生産を開始。
- 2005年 DVD-R DL 4倍速（8.5GB）およびHD DVD-R（15GB）の生産を開始。
- 2006年 BD-R（25GB）およびHD DVD-RW（15GB）の生産を開始。
- 2010年 BD-R DL（50GB）およびHD DVD-RW（15GB）の生産を開始。
- 2015年9月21日 太陽誘電より生産ライセンスを取得し、太陽誘電のMIDや材料を用いてCD-R・DVD-R・DVD+Rの生産を開始する[1]。
- 2019年
  - 6月14日 三菱ケミカルメディアの記録メディア事業及びその他事業（米国・ヨーロッパ・オーストラリア・香港に所在する関連会社を含む）を子会社EMC Investment Holding Ltdを通じて買収することを発表[2][3]。買収額は約3200万ドルとみられる[4]。
  - 7月29日 日本に子会社EMC Japan株式会社を設立。
- 2020年1月6日 EMC Japan株式会社がVerbatim Japan株式会社に社名を変更。